# 磁力搅拌器
磁力搅拌器（英語：magnetic stirrer或称magnetic mixer）是一种通过快速旋转的搅拌子来搅拌液体的实验室设备。在其塑料面板下有旋转的磁铁来使搅拌子旋转，从而实现搅拌溶液。因为绝大部分化学反应可以发生在玻璃烧杯中，而玻璃等材料不会屏蔽磁场，所以搅拌子在玻璃烧杯中可以正常工作。同时，由于搅拌子大小的限制（搅拌子有多种型号与尺寸），磁力搅拌器只能适用于相对比较小的实验（溶液体积小于約4公升）。但在应付大体积溶液和粘性液体方面，磁力搅拌器表现不佳，需要使用机械搅拌器。
磁力搅拌器经常被用于化学和生物实验，使用频率超过传统的机械式搅拌器，因为磁力搅拌器更安静和高效，并且没有暴露在外界的传动部件，所以不易损坏。而且相对于其它搅拌设备，搅拌子也更容易清理与消毒灭菌。磁力搅拌器不需要润滑油，所以在搅拌过程中不会污染反应溶液，并且甚至可以在完全的密闭的容器中使用，而不需要为搅拌器转轴在容器上开口。
因为磁力搅拌器可以大幅節省人力、且降低明火的使用率而相對提高實驗室的安全性，應使用高效能的電熱線(利用焦耳的熱功定理)，则同时也節省了不少不必要的資源浪費，是相當經濟、環保且安全的裝置。

## 結構
由一個包裹著耐熱陶瓷的電熱線鋪在一層耐火綿上，中心為空心，空洞中有一個或一組裝置在馬達上的磁石。這個磁石的作用就是在帶動投入容器中的鐵氟龍磁石攪拌子在容器中旋轉。這些結構會被一塊鋁板、鐵板、陶瓷板所覆蓋著。有一只旋鈕用於調節磁石轉速、有一只旋鈕用於調節加熱板溫度。結構因不同廠商設計而有所異同。

## 使用
可單獨使用攪拌功能或加熱功能。使用加熱功能時，先將欲加熱之物體置於加熱板上才開啟加熱鈕至欲加熱之溫度（若直接將物體放置於熱的加熱板上，物體恐會因溫差而爆裂）。使用攪拌功能時，將磁石攪拌子先投入容器內，再放置於板子上，開始調節轉速至理想速度即可（確定不會因液面的上升而使液體溢出）。

## 注意事項
不得在加熱板尚熱時對其板面沖大量水來降溫，此舉恐致板面極速收縮(尤指陶瓷板面)，有很大的機會會使板面產生裂紋或爆裂。

## 历史

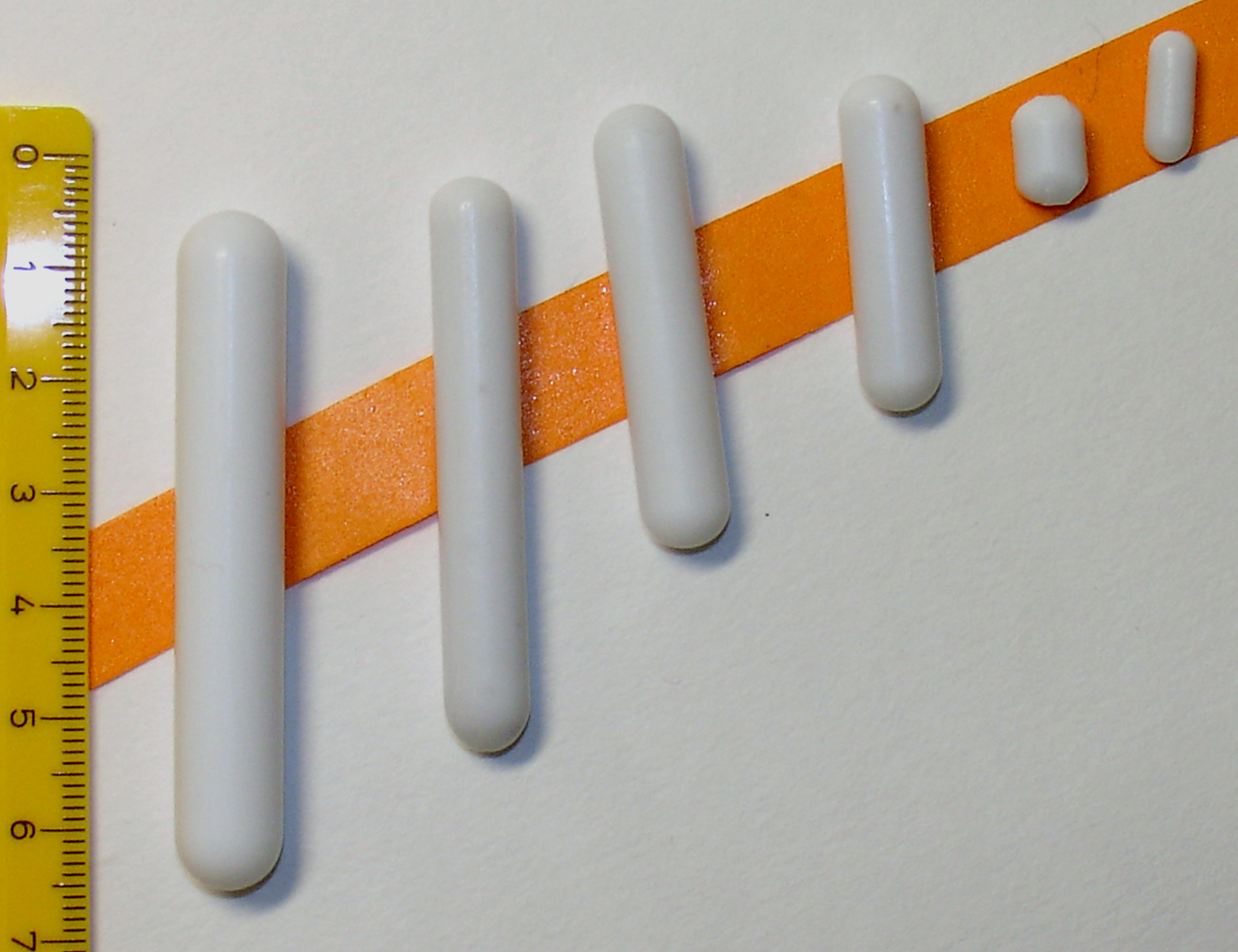
不同尺寸的搅拌子

磁力搅拌器由新泽西纽瓦克的一个名叫亚瑟·罗星格（Arthur Rosinger）的人发明，并于1944年6月6日注册专利（美国专利号 2,350,534）。其专利内容包括，使用玻璃包覆的铁芯作为搅拌子，并在容器下方使用旋转的磁铁来驱动搅拌子的内容。其专利中强调使用玻璃包覆的铁芯，因为这样可以保证搅拌子的化学惰性。
而塑料包覆的搅拌子在1940年代后期由一个名叫艾华德·麦克拉夫林的苏格兰人独立于亚瑟发明。
一个更早的磁力搅拌器专利是专利号为US 1,242,493的发明，注册于1917年10月9日，但专利中不是使用永磁铁驱动搅拌子，而是使用电磁铁驱动搅拌器。
第一台多点式磁力搅拌器是由1977年SBS公司的Salvador Bone发明的。
磁力搅拌器的加热部分大多功率为120W~500W之间，部分型号的功率会更大。而溶液能达到的最高温度是由磁力搅拌器的最大加热功率、容器尺寸和溶液的量共同决定的。

## 磁搅拌子

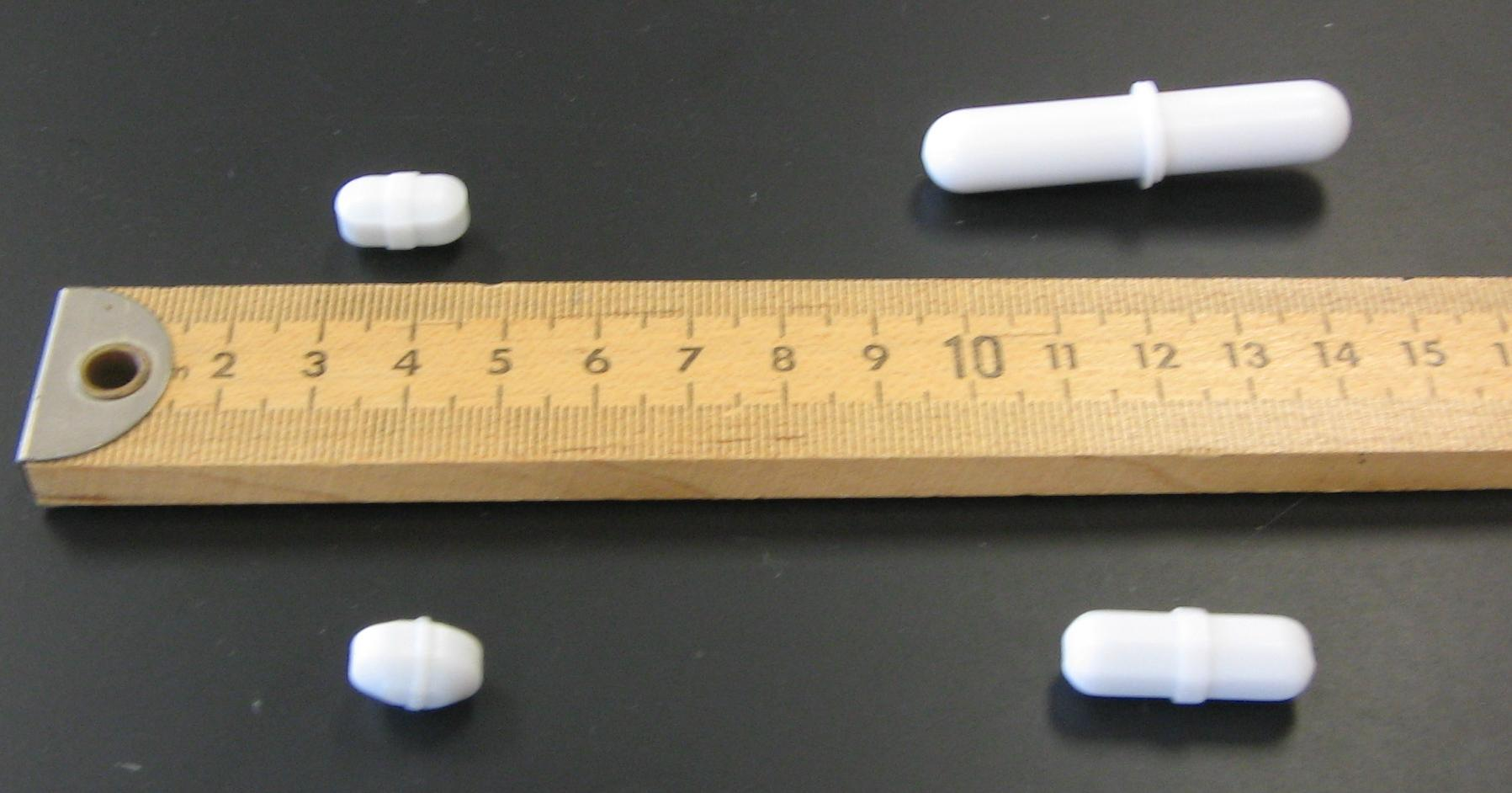
四个磁搅拌子和一把尺

磁搅拌子是放入液体中的磁铁，磁搅拌子是由磁力搅拌器中转动的磁铁驱动。磁搅拌子大多是由聚四氟乙烯包覆的，还有少量是有玻璃包覆，这可以使磁搅拌子具有化学钝性，不易于溶液产生反应。
常见的磁搅拌子形状主要是八面体和类似胶囊状的（如图），但这两种最常见的磁搅拌子形状却不是搅拌效率最高的形状。绝大多数磁搅拌子中部存在环形脊状突起（如图中所示），这个环状脊被称为补偿环。

## 参見
- 摇床